# Swati Kapila
Swati Kapila (* 26. November 1985 in Indien) ist eine Filmschauspielerin.

## Leben
Kapila wuchs in Jupiter, Florida auf. Sie ist seit 2009 im Film und Fernsehgeschäft tätig. Ihr Debüt hatte sie im Kurzfilm Battle of the Bedpan. 2011 hatte Kapila bei dem Film Humdinger erstmals eine Rolle inne. 2011 bis 2018 erhielt sie ihre erste wiederkehrende Rolle in der Fernsehserie Bloomers. Ihr Schaffen für Film und vor allem Fernsehen umfasst mehr als 20 Produktionen.

## Filmografie
- 2011: Humdinger
- 2011–2018: Bloomers (Fernsehserie, 24 Folgen)
- 2012: Free Agents (Fernsehserie, eine Folge)
- 2012: Life! Camera Action… (Life! Camera Action...)
- 2014: Chasing Life (Fernsehserie, eine Folge)
- 2015: DELKA: Stand-Up Tall or Fall
- 2016: Blunt Talk (Fernsehserie, 7 Folgen)
- 2017: Doubt (Fernsehserie, eine Folge)
- 2017: Younger (Fernsehserie, 2 Folgen)
- 2017: The Big Bang Theory (Fernsehserie, 3 Folgen)
- 2018–2019: Henry Danger (Fernsehserie, 2 Folgen)
- 2019: Life in Pieces (Fernsehserie, eine Folge)
- 2021: King Knight
- 2021: The Right Mom
- 2022: Star Trek: Picard (Fernsehserie, eine Folge)
- 2023: 9-1-1: Lone Star (Fernsehserie, eine Folge)
- 2023: Call Me Kat (Fernsehserie, eine Folge)
- 2024: Navy CIS (Fernsehserie, eine Folge)